# Double Fantasy
Double Fantasy (slovensko: Dvojna fantazija) je album, ki ga je John Lennon izdal leta 1980 s svojo ženo Yoko Ono. Sprva je bil slabo sprejet, toda po umoru Lennona je postal svetovna uspešnica in tudi osvojil nagrado grammy za album leta 1981. 
Po izidu albuma so se negativne ocene kar vrstile, eden od glasbenih kritikov ga je celo označil za »samo-obsedeno katastrofo«, toda po umoru Lennona tri tedne po izdaji albuma, so bile negativne kritik umaknjene. Na britanski lestvici je album dosegel štirinajsto mesto, nato pa padel na šestinštirideseto,  na ameriški lestvici pa je album počasi napredoval do enajstega mesta. Po umoru pa je zasedel prvo mesto v ZDA in tam ostal osem tednov, v Veliki Britaniji pa je bil najprej sedem tednov na drugem mestu, nato pa še dva tedna na prvem. Leta 1982 so Douglas, Lennon in Ono osvojili nagrado grammy za album leta 1971. Leta 1989 ga je revija Rolling Stone uvrstila na devetindvajseto mesto lestvice stotih najboljših albumov osemdesetih let.

## Seznam pesmi
| Št. | Naslov                                | Pisec       | Dolžina |
| --- | ------------------------------------- | ----------- | ------- |
| 1.  | „(Just Like) Starting Over‟           | John Lennon | 3:56    |
| 2.  | „Kiss Kiss Kiss‟                      | Yoko Ono    | 2:41    |
| 3.  | „Cleanup Time‟                        | Lennon      | 2:58    |
| 4.  | „Give Me Something‟                   | Ono         | 1:35    |
| 5.  | „I'm Losing You‟                      | Lennon      | 3:57    |
| 6.  | „I'm Moving On‟                       | Ono         | 2:20    |
| 7.  | „Beautiful Boy (Darling Boy)‟         | Lennon      | 4:02    |
| 8.  | „Watching the Wheels‟                 | Lennon      | 3:35    |
| 9.  | „Yes, I'm Your Angel‟                 | Ono         | 3:08    |
| 10. | „Woman‟                               | Lennon      | 3:22    |
| 11. | „Beautiful Boys‟                      | Ono         | 2:55    |
| 12. | „Dear Yoko‟                           | Lennon      | 2:34    |
| 13. | „Every Man Has a Woman Who Loves Him‟ | Ono         | 4:02    |
| 14. | „Hard Times Are Over‟                 | Ono         | 3:20    |

## Sodelujoči
- John Lennon – vokal, ritmična in akustična kitara, klavir in klaviature, aranžerstvo in produkcija
- Yoko Ono – vokal, aranžerstvo in produkcija
- Jack Douglas - aranžerstvo in produkcija
- Earl Slick – glavna kitara
- Hugh McCracken – glavna kitara
- Tony Levin – bas
- George Small – klaviature
- Andy Newmark – bobni
- Arthur Jenkins – pavke
- Ed Walsh –  sintesajzer
- Robert Greenidge – bobni v pesmi »Beautiful Boy«
- Matthew Cunningham – bobni v pesmi »Watching the Wheels«
- Randy Stein – Koncertina
- Howard Johnson – rog
- Grant Hungerford – rog
- John Parran – rog
- Seldon Powell – rog
- George "Young" Opalisky – rog
- Roger Rosenberg – rog
- David Tofani – rog
- Ronald Tooley – rog
- Tony Davillo – aranžerstvo
- Michelle Simpson, Cassandra Wooten, Cheryl Mason Jacks, Eric Troyer, Benny Cummings Singers, The Kings Temple Choir – spremljevalni vokal